# Wagrain
Wagrain – gmina targowa w Austrii, w kraju związkowym Salzburg, w powiecie St. Johann im Pongau. Leży w Alpach. Położona na wysokości 838 m n.p.m., liczy 3055 mieszkańców (1 stycznia 2015).

## Osoby związane z gminą
- Joseph Mohr (1792-1848), autor słów bożonarodzeniowej kolędy "Cicha noc", mieszkał i pracował tutaj od 1837
- Alois Rohrmoser (1939-2005), założyciel fabryki nart "Atomic" mieszkał tutaj
- Karl Heinrich Waggerl (1897-1973), austriacki pisarz, mieszkał tutaj od 1920

## Linki zewnętrzne

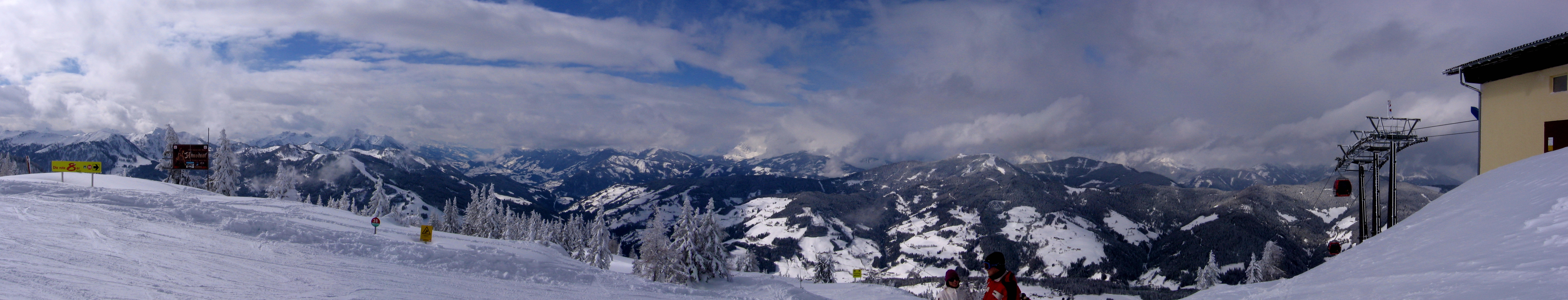
Zimowa panorama Wagrain

## Galeria

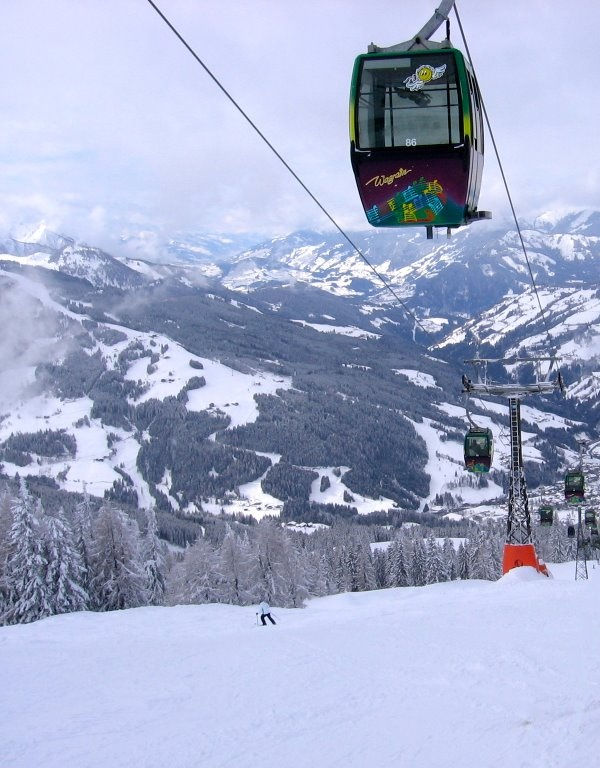
Kolejka
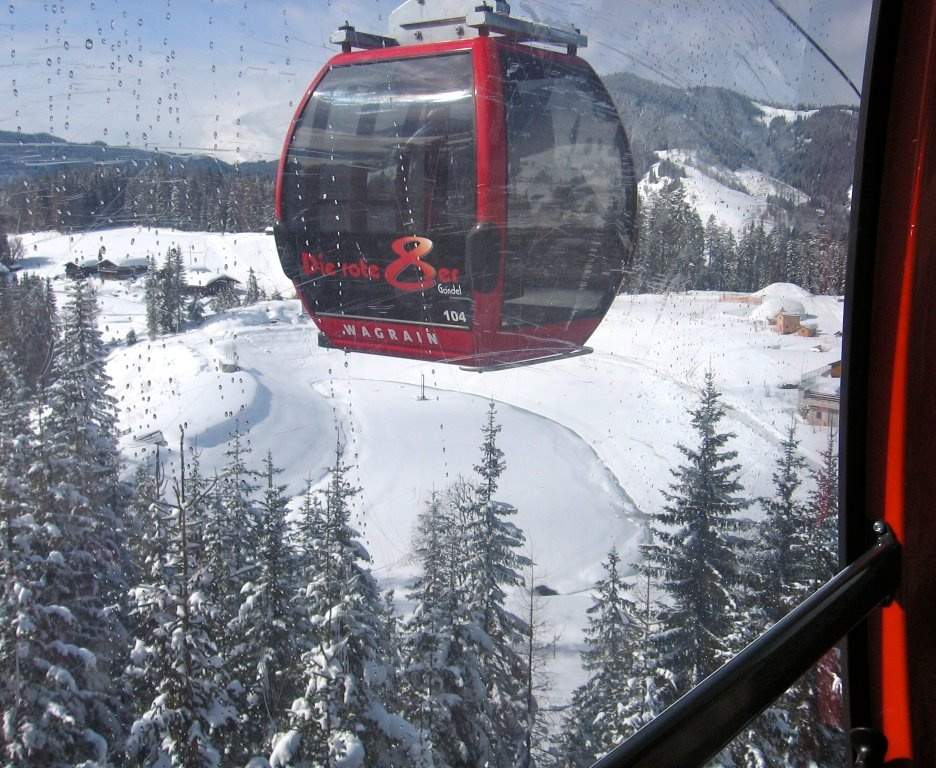
Kolejka